# Billie Eilish-diszkográfia
Billie Eilish, amerikai énekesnő, egy stúdióalbumot, egy koncertalbumot, három középlemezt, 27 kislemezt és 22 videóklipet adott ki eddigi pályafutása során. Első középlemeze, a Don't Smile at Me 2017 augusztusában jelent meg és a 14. helyet érte el a Billboard 200-on, illetve a 12-et a UK Albums Chart-on. Ezt követően olyan nemzetközileg sikeres kislemezeket adott ki, mint a Lovely, a You Should See Me in a Crown, a When the Party's Over, a Come Out and Play, a Bury a Friend, a Wish You Were Gay, a Bad Guy, az Everything I Wanted, a My Future, és a Therefore I Am.
Debütáló stúdióalbuma, a When We All Fall Asleep, Where Do We Go? 2019. március 29-én jelent meg és több országban is első volt a slágerlistákon, mint például az Egyesült Államokban, az Egyesült Királyságban, Ausztráliában és Kanadában. A Bad Guy Eilish első kislemeze lett, amely a Billboard Hot 100 első 10 helyén debütált. Az első 21. században született előadó lett, akinek első helyezett dala volt a Billboard Hot 100-on, illetve az első, akinek első helyezett albuma volt a Billboard 200-on.

## Albumok

### Stúdióalbumok
| Cím                                      | Részletek | Slágerlista | Slágerlista | Slágerlista | Slágerlista | Slágerlista | Slágerlista | Slágerlista | Slágerlista | Slágerlista | Slágerlista | Példányszám                                               | Minősítések |
| Cím                                      | Részletek | US          | AUS         | AUT         | CAN         | DEN         | NLD         | NOR         | NZ          | SWE         | UK          | Példányszám                                               | Minősítések |
| ---------------------------------------- | --- | ----------- | ----------- | ----------- | ----------- | ----------- | ----------- | ----------- | ----------- | ----------- | ----------- | --------------------------------------------------------- | --- |
| When We All Fall Asleep, Where Do We Go? | - Megjelent: 2019. március 29. - Kiadó: Darkroom, Interscope - Formátum: CD, kazetta, digitális letöltés, streaming, hanglemez, díszdoboz | 1           | 1           | 1           | 1           | 1           | 1           | 1           | 1           | 1           | 1           | - CAN: 69,000 - FRA: 93,453 - UK: 370,000 - US: 1,024,000 | - RIAA: 3× Platina - ARIA: 3× Platina - BPI: 2× Platina - IFPI AUT: 2× Platina - IFPI DEN: 3× Platina - IFPI NOR: 7× Platina - MC: 5× Platina - RMNZ: 3× Platina |
| Happier Than Ever                        | - Megjelenés: 2021. július 30. - Kiadó: Darkroom, Interscope                                                                              | 1           | 1           | 1           | 1           | 1           | 1           | 1           | 1           | 1           | 1           | - US: 153,000                                             | - BPI: arany - IFPI DEN: arany - RMNZ: arany |

### Koncerttalbumok
| Cím                       | Részletek                                                               | Slágerlista | Slágerlista |
| Cím                       | Részletek                                                               | US          | US Alt      |
| ------------------------- | ----------------------------------------------------------------------- | ----------- | ----------- |
| Live at Third Man Records | - Megjelent: 2019. december 6. - Kiadó: Third Man - Formátum: hanglemez | 55          | 6           |

## Középlemezek
| Cím                                          | Részletek | Slágerlista | Slágerlista | Slágerlista | Slágerlista | Slágerlista | Slágerlista | Slágerlista | Slágerlista | Slágerlista | Slágerlista | Minősítések |
| Cím                                          | Részletek | US          | AUS         | AUT         | CAN         | DEN         | NLD         | NOR         | NZ          | SWE         | UK          | Minősítések |
| -------------------------------------------- | --- | ----------- | ----------- | ----------- | ----------- | ----------- | ----------- | ----------- | ----------- | ----------- | ----------- | --- |
| Don't Smile at Me                            | - Megjelent: 2017. augusztus 11. - Kiadó: Darkroom, Interscope - Formátum: CD, digitális letöltés, kazetta, streaming, hanglemez | 14          | 6           | 23          | 10          | 11          | 10          | 6           | 3           | 4           | 12          | - RIAA: Platina - ARIA: Platina - BPI: Platina - IFPI AUT: Arany - IFPI DEN: Platina - MC: Platina - RMNZ: 2× Platina |
| Up Next Session: Billie Eilish               | - Megjelent: 2017. szeptember 20. - Kiadó: Darkroom, Interscope - Formátum: digitális letöltés, streaming                        | —           | —           | —           | —           | —           | —           | —           | —           | —           | —           | |
| Billie Eilish Live at the Steve Jobs Theater | - Megjelent: 2019. december 19. - Kiadó: Darkroom, Interscope - Formátum: digitális letöltés, streaming                          | —           | —           | —           | —           | —           | —           | —           | —           | —           | —           | |

## Kislemezek
| Cím                                                 | Év   | Slágerlista | Slágerlista | Slágerlista | Slágerlista | Slágerlista | Slágerlista | Slágerlista | Slágerlista | Slágerlista | Slágerlista | Minősítések | Album                                                                         |
| Cím                                                 | Év   | US          | AUS         | AUT         | CAN         | DEN         | NLD         | NOR         | NZ          | SWE         | UK          | Minősítések | Album                                                                         |
| --------------------------------------------------- | ---- | ----------- | ----------- | ----------- | ----------- | ----------- | ----------- | ----------- | ----------- | ----------- | ----------- | --- | ----------------------------------------------------------------------------- |
| Six Feet Under                                      | 2016 | —           | —           | —           | —           | —           | —           | —           | —           | —           | —           | - RIAA: Arany - ARIA: Arany - BPI: Ezüst - MC: Platina | nem jelent meg albumon                                                        |
| Ocean Eyes                                          | 2016 | 84          | 58          | —           | 68          | —           | —           | —           | 38          | 88          | 72          | - RIAA: 3× Platina - ARIA: 5× Platina - BPI: Platina - IFPI AUT: Arany - IFPI DEN: 3× Platina - IFPI NOR: Arany - MC: 3× Platina - RMNZ: Platina                       | Don't Smile at Me Everything, Everything (Original Motion Picture Soundtrack) |
| Bellyache                                           | 2017 | —           | 66          | —           | 65          | —           | —           | —           | —           | —           | 79          | - RIAA: 2× Platina - ARIA: 2× Platina - BPI: Arany - IFPI DEN: Arany - MC: Platina                                                                                     | Don't Smile at Me                                                             |
| Bored                                               | 2017 | —           | —           | —           | —           | —           | —           | —           | —           | —           | —           | - RIAA: Arany - ARIA: Arany | Thirteen Reasons Why (A Netflix Original Series Soundtrack)                   |
| Watch                                               | 2017 | —           | —           | —           | —           | —           | —           | —           | —           | —           | —           | - RIAA: Platina - ARIA: Platina - BPI: Ezüst - MC: Platina | Don't Smile at Me                                                             |
| Copycat                                             | 2017 | —           | —           | —           | 100         | —           | —           | —           | —           | —           | —           | - RIAA: Platina - ARIA: Arany - BPI: Ezüst - MC: Platina | Don't Smile at Me                                                             |
| Idontwannabeyouanymore                              | 2017 | 96          | —           | —           | 60          | —           | —           | —           | —           | —           | 78          | - RIAA: 2× Platina - ARIA: Platina - BPI: Arany - IFPI DEN: Arany - MC: Platina                                                                                        | Don't Smile at Me                                                             |
| My Boy                                              | 2017 | —           | —           | —           | —           | —           | —           | —           | —           | —           | —           | - RIAA: Arany - ARIA: Platina - BPI: Ezüst - MC: Platina | Don't Smile at Me                                                             |
| &Burn (Vince Staples közreműködésével)              | 2017 | —           | —           | —           | —           | —           | —           | —           | —           | —           | —           | - RIAA: Arany - ARIA: Arany | Don't Smile at Me                                                             |
| Bitches Broken Hearts                               | 2018 | —           | —           | —           | —           | —           | —           | —           | —           | —           | —           | - RIAA: Platina - ARIA: Arany - BPI: Ezüst - MC: Platina | nem jelent meg albumon                                                        |
| Lovely (Khaliddal)                                  | 2018 | 64          | 5           | 60          | 46          | —           | 55          | 39          | 4           | 51          | 47          | - RIAA: 2× Platina - ARIA: 6× Platina - BPI: Platina - GLF: Platina - IFPI AUT: Platina - IFPI DEN: Platina - IFPI NOR: 3× Platina - MC: 4× Platina - RMNZ: 2× Platina | Thirteen Reasons Why: Season 2 (Music from the Original TV Series)            |
| Party Favor                                         | 2018 | —           | —           | —           | —           | —           | —           | —           | —           | —           | —           | - RIAA: Arany - MC: Arany | Don't Smile at Me                                                             |
| You Should See Me in a Crown                        | 2018 | 41          | 16          | —           | 27          | —           | 59          | —           | —           | 43          | 60          | - RIAA: 2× Platina - ARIA: Platina - BPI: Arany - IFPI AUT: Arany - IFPI DEN: Arany - MC: 2× Platina                                                                   | When We All Fall Asleep, Where Do We Go?                                      |
| When the Party's Over                               | 2018 | 29          | 7           | 25          | 14          | 16          | 34          | 9           | 3           | 10          | 21          | - RIAA: 4× Platina - ARIA: 5× Platina - BPI: Platina - GLF: Platina - IFPI AUT: Platina - IFPI DEN: Platina - IFPI NOR: 3× Platina - MC: 4× Platina - RMNZ: Platina    | When We All Fall Asleep, Where Do We Go?                                      |
| Come Out and Play                                   | 2018 | 69          | 23          | 53          | 36          | —           | 77          | —           | 17          | 69          | 47          | - ARIA: Arany - MC: Platina | nem jelent meg albumon                                                        |
| When I Was Older                                    | 2019 | —           | —           | —           | —           | —           | —           | —           | —           | —           | —           | | Music Inspired by the Film Roma                                               |
| Bury a Friend                                       | 2019 | 14          | 3           | 6           | 10          | 8           | 10          | 2           | 2           | 1           | 6           | - RIAA: 3× Platina - ARIA: 2× Platina - BPI: Platina - IFPI AUT: Platina - IFPI DEN: Platina - IFPI NOR: Platina - MC: 3× Platina - RMNZ: Platina                      | When We All Fall Asleep, Where Do We Go?                                      |
| Wish You Were Gay                                   | 2019 | 31          | 5           | 16          | 12          | 12          | 35          | 14          | 2           | 13          | 13          | - RIAA: Platina - ARIA: Platina - BPI: Arany - IFPI AUT: Arany - IFPI DEN: Arany - IFPI NOR: Arany - MC: Arany - RMNZ: Arany                                           | When We All Fall Asleep, Where Do We Go?                                      |
| Bad Guy (szóló vagy Justin Bieber közreműködésével) | 2019 | 1           | 1           | 2           | 1           | 2           | 5           | 1           | 1           | 2           | 2           | - RIAA: 6× Platina - ARIA: 11× Platina - BPI: 3× Platina - IFPI AUT: 3× Platina - IFPI DEN: 2× Platina - IFPI NOR: 4× Platina - MC: 6× Platina - RMNZ: 3× Platina      | When We All Fall Asleep, Where Do We Go?                                      |
| All the Good Girls Go to Hell                       | 2019 | 46          | 8           | —           | 19          | 29          | 42          | 22          | 9           | 25          | 77          | - RIAA: Platina - BPI: Ezüst - MC: Platina - RMNZ: Arany | When We All Fall Asleep, Where Do We Go?                                      |
| Everything I Wanted                                 | 2019 | 8           | 2           | 3           | 6           | 4           | 4           | 1           | 2           | 3           | 3           | - RIAA: 3× Platina - ARIA: 3× Platina - BPI: Platina - IFPI AUT: Arany - IFPI DEN: Arany - IFPI NOR: 2× Platina - MC: 4× Platina - RMNZ: Platina                       | nem jelent meg albumon                                                        |
| No Time to Die                                      | 2020 | 16          | 4           | 2           | 11          | 4           | 3           | 3           | 9           | 3           | 1           | - RIAA: Arany - BPI: Arany - IFPI DEN: Arany - IFPI NOR: Arany - MC: Platina                                                                                           | Nincs idő meghalni                                                            |
| Ilomilo                                             | 2020 | 62          | 23          | —           | 38          | —           | 63          | —           | —           | 63          | —           | - RIAA: Arany - BPI: Ezüst - ARIA: Arany - MC: Arany | When We All Fall Asleep, Where Do We Go?                                      |
| My Future                                           | 2020 | 6           | 3           | 28          | 9           | 18          | 30          | 12          | 4           | 12          | 7           | - MC: Arany | Happier Than Ever                                                             |
| Therefore I Am                                      | 2020 | 2           | 3           | 2           | 2           | 3           | 11          | 2           | 1           | 4           | 2           | - ARIA: Platina - BPI: Ezüst - MC: Arany - RMNZ: Arany | Happier Than Ever                                                             |
| Lo Vas a Olvidar (Rosalía-val)                      | 2021 | 62          | 57          | 37          | 50          | —           | 50          | 22          | —           | 37          | 35          | | Euphoria: Music from the HBO Original Series                                  |
| Your Power                                          | 2021 | 10          | 9           | 8           | 6           | 7           | 9           | 2           | 5           | 3           | 5           | | Happier Than Ever                                                             |
| Lost Cause                                          | 2021 | —           | —           | —           | —           | —           | —           | —           | —           | —           | —           | | Happier Than Ever                                                             |

## További slágerlistán szereplő és minősített dalok
| Cím                  | Év   | Slágerlista | Slágerlista | Slágerlista | Slágerlista | Slágerlista | Slágerlista | Slágerlista | Slágerlista | Slágerlista | Slágerlista | Minősítések                                                                  | Album                                    |
| Cím                  | Év   | US          | AUS         | CAN         | FRA         | GER         | ITA         | NLD         | NOR         | NZ          | SWE         | Minősítések                                                                  | Album                                    |
| -------------------- | ---- | ----------- | ----------- | ----------- | ----------- | ----------- | ----------- | ----------- | ----------- | ----------- | ----------- | ---------------------------------------------------------------------------- | ---------------------------------------- |
| Hostage              | 2017 | —           | —           | —           | —           | —           | —           | —           | —           | —           | —           | - RIAA: Platina - ARIA: Arany - BPI: Ezüst - MC: Platina                     | Don't Smile at Me                        |
| !!!!!!!              | 2019 | —           | —           | 79          | —           | —           | —           | —           | —           | —           | —           |                                                                              | When We All Fall Asleep, Where Do We Go? |
| Xanny                | 2019 | 35          | 10          | 26          | 189         | 78          | 91          | 48          | 35          | 22          | 32          | - RIAA: Platina - BPI: Ezüst - MC: Arany                                     | When We All Fall Asleep, Where Do We Go? |
| 8                    | 2019 | 79          | 35          | 52          | —           | —           | —           | 83          | —           | —           | 77          | - RIAA: Arany - MC: Arany                                                    | When We All Fall Asleep, Where Do We Go? |
| My Strange Addiction | 2019 | 43          | 12          | 21          | —           | 86          | 100         | 51          | 39          | 21          | 46          | - RIAA: Platina - BPI: Ezüst - MC: Platina                                   | When We All Fall Asleep, Where Do We Go? |
| Listen Before I Go   | 2019 | 63          | 29          | 42          | —           | —           | —           | 73          | —           | —           | 71          | - RIAA: Arany - ARIA: Arany - BPI: Ezüst - MC: Arany                         | When We All Fall Asleep, Where Do We Go? |
| I Love You           | 2019 | 53          | 20          | 35          | —           | —           | —           | 61          | 38          | 39          | 47          | - RIAA: Platina - ARIA: Platina - BPI: Ezüst - IFPI NOR: Arany - MC: Platina | When We All Fall Asleep, Where Do We Go? |
| Goodbye              | 2019 | —           | —           | 69          | —           | —           | —           | —           | —           | —           | —           |                                                                              | When We All Fall Asleep, Where Do We Go? |

## Vendégszereplőként
| Cím    | Év   | Előadó            | Album                       |
| ------ | ---- | ----------------- | --------------------------- |
| Sirens | 2018 | Denzel Curry, JID | Ta13oo                      |
| Sunny  | 2020 | Finneas O’Connell | One World: Together at Home |

## Dalszerzőként
| Cím               | Év   | Előadó                 | Album                       |
| ----------------- | ---- | ---------------------- | --------------------------- |
| Your Eyes         | 2017 | The Knocks, Tayla Parx | Testify                     |
| Tear Myself Apart | 2019 | Tate McRae             | All the Things I Never Said |

## Videógráfia

### Videóalbumok
| Cím                            | Részletek |
| ------------------------------ | --- |
| Live at the Steve Jobs Theater | - Megjelent: 2019. december 4. - Kiadó: Apple Music/Darkroom/Interscope - Formátum: digitális letöltés, streaming |

### Videóklipek
| Cím                           | Év   | Verzió megnevezése | Rendező                     |
| ----------------------------- | ---- | ------------------ | --------------------------- |
| Ocean Eyes                    | 2016 | Original           | Megan Thompson              |
| Six Feet Under                | 2016 | Original           | Billie Eilish               |
| Ocean Eyes                    | 2016 | Dance performance  | WeWrkWknds                  |
| Bellyache                     | 2017 | Original           | Miles and AJ                |
| Bored                         | 2017 | Original           | Billie Eilish               |
| Watch                         | 2017 | Original           | Megan Park                  |
| Idontwannabeyouanymore        | 2018 | Vertical           | Eli Born                    |
| Lovely                        | 2018 | Original           | Taylor Cohen, Matty Peacock |
| Hostage                       | 2018 | Original           | Henry Scholfield            |
| You Should See Me in a Crown  | 2018 | Vertical           | Billie Eilish               |
| When the Party's Over         | 2018 | Original           | Carlos López Estrada        |
| Bury a Friend                 | 2019 | Original           | Michael Chaves              |
| Bad Guy                       | 2019 | Original           | Dave Meyers                 |
| You Should See Me in a Crown  | 2019 | Original           | Murakami Takasi             |
| Bad Guy                       | 2019 | Vertical           | Dave Meyers                 |
| All the Good Girls Go to Hell | 2019 | Original           | Rich Lee                    |
| Xanny                         | 2019 | Original           | Billie Eilish               |
| Everything I Wanted           | 2020 | Original           | Billie Eilish               |
| My Future                     | 2020 | Original           | Andrew Onorato              |
| No Time to Die                | 2020 | Original           | Daniel Kleinman             |
| Therefore I Am                | 2020 | Original           | Billie Eilish               |
| Lo Vas A Olvidar              | 2021 | Original           | Nabil                       |